# Notholepiota
Notholepiota là một chi nấm trong họ Agaricaceae.